# Darren Chiacchia
Darren Chiacchia, född den 18 september 1964 i Buffalo, New York, är en amerikansk ryttare.
Han tog OS-brons i lagtävlingen i fälttävlan i samband med de olympiska ridsporttävlingarna 2004 i Aten.